# 大﨑洋
大﨑 洋（おおさき ひろし、1953年〈昭和28年〉7月28日 - ）は、日本の実業家・芸能プロモーター。吉本興業ホールディングス取締役（元社長・元会長）、内閣官房まち・ひと・しごと創生本部事務局「わくわく地方生活実現会議」委員、公益社団法人「2025年日本国際博覧会協会」シニアアドバイザー。大阪府堺市生まれ、関西大学社会学部卒業。ダウンタウンを見出した育ての親と言われる。処女作『居場所。』が発売2週間で5万部売上のヒット書籍となっている。

## 概要
大阪府堺市出身。1978年に吉本興業株式会社入社。数々のタレントのマネージャーを担当。1980年に東京事務所開設時に東京勤務となる。1986年にプロデューサーとして「心斎橋筋2丁目劇場」を立ち上げ、この劇場から多くの人気タレントを輩出。1997年にチーフプロデューサーとして東京支社へ。音楽・出版事業、スポーツマネジメント事業、デジタルコンテンツ事業、映画事業など、数々の新規事業を立ち上げる。
2001年に取締役、その後、専務取締役、取締役副社長を経て、2007年に代表取締役副社長、2009年に代表取締役社長、2018年に共同代表取締役CEO、2019年に代表取締役会長に就任。沖縄国際映画祭、全国47都道府県に「住みます芸人」を住ませるなど、次々と新施策を成功させる。
2018年2月に内閣官房まち・ひと・しごと創生本部事務局「わくわく地方生活実現会議」委員に就任。2019年12月に公益社団法人「2025年日本国際博覧会協会」シニアアドバイザーに就任。

## 経歴

### 幼少～学生時代
大阪府堺市出身。両親と祖父母と姉と同居する平凡な家に生まれる。父は堺の魚市場の近くにあった冷凍工場（現在のニチレイ）に勤務、母は西成にある幼稚園の教員をしていた。父の影響で捕鯨船を見に行くことがあり、将来は外国航路の船長を夢見ていた。日常の躾は、共働きの両親に代わって元海軍の祖父が超スパルタで厳しく指導を受けた。高校前になると祖父母は揃って認知症になり、母が専業主婦となって介護する姿を見て多感な時期を過ごした。
1969年（昭和44年）泉北ニュータウンに新設された直後の大阪府立泉北高等学校に入学（第1期）。卒業後、二浪して関西大学社会学部に進学。サーフィンにはまり、「将来は海の近くで銭湯でもやるか」と考えたが、友人の影響で1978年（昭和53年）大学卒業後、吉本興業（現・吉本興業ホールディングス）に入社した。理由は「私服で通えて、休みも多そうだったから」「数少ない友人がキャンディーズのいる芸能事務所に就活すると聞いたから」。

### 吉本興業・左遷時代
入社時は同期中ビリの窓際族。母親のコネで入ったので仕方なかった。たまたま母が通う手芸教室の先生が花紀京の姉だった。そのツテを使って杉浦エノスケ（横山エンタツの相方）を紹介してもらい入社にこぎつけた。杉浦からは「芸人にだまされて、お金を貸さないように」とアドバイスを受ける。直属の上司は「鬼の木村」「ミスター吉本」と恐れられた横山やすし・西川きよしの元マネージャー・木村政雄だった。木村の下で笑福亭仁鶴のサブマネージャーに。3年目からは自らの志願で西川のりお・上方よしおのマネージャーに就いた。
入社3年目の1980年（昭和55年）大阪本社から東京事務所に異動すると空前の「漫才ブーム」がやってきて、2～3時間睡眠でフラフラの毎日。それでも、これから東京の芸能界で名をあげたろ！と思う矢先に「大阪に戻ってこい」と言われて吉本総合芸能学院（NSC）開校を担当。掃除係がメインの窓際人生がスタートする。一期生で高校を卒業したばかりのダウンタウンと出会い「なんやこいつら…」と衝撃を受け、頼まれてもいないのに初代マネージャーを買って出る。才能はぶっちぎりだが光の当たらないダウンタウンのため毎日放送にて『4時ですよーだ』を自らプロデューサーになって仕掛けると大ヒット。これをキッカケに東京進出が決まったダウンタウンと喜びを分かち合うが「大﨑は大阪に残れ」と左遷人事。気持ちを切り替えて若手芸人たちの場づくりに奔走した。

### 吉本興業・社長時代

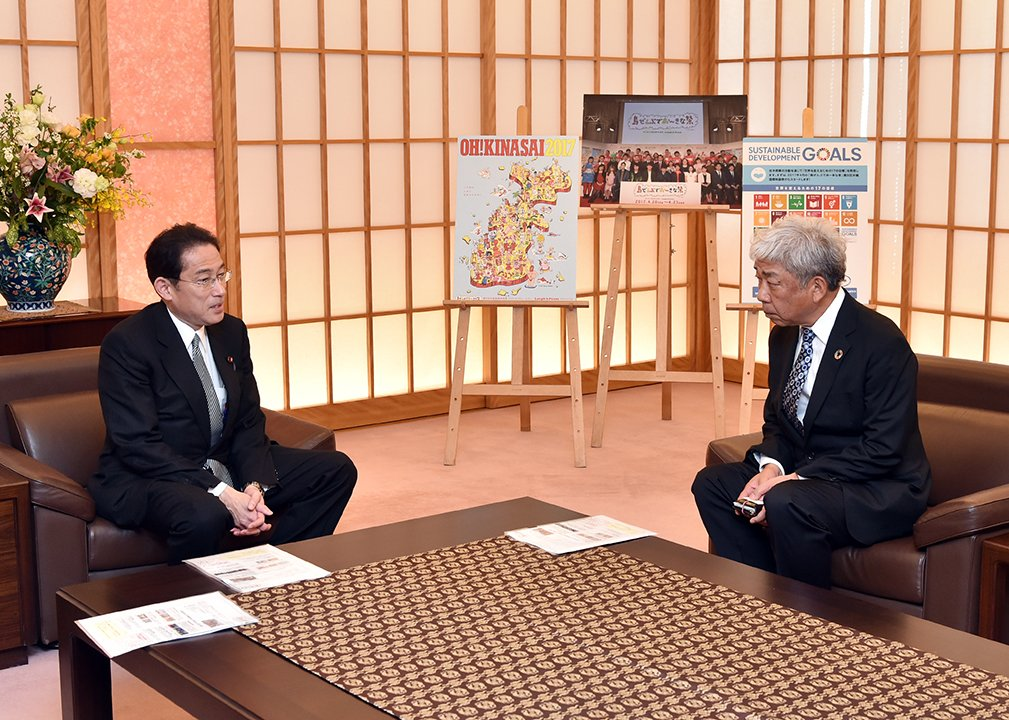
2017年、岸田文雄（当時外相）と

その後、なんとか東京に行って再びダウンタウンの大躍進を牽引する。松本人志の『遺書』、浜田雅功の『WOW WAR TONIGHT』が空前の大ヒットとなる中、社内外の誰が味方で誰が敵か分からない壮絶な日々を送る。
数々のタレントのマネージャーを担当した後、音楽・出版事業、スポーツマネジメント事業、デジタルコンテンツ事業、映画事業などの新規事業を立ち上げる。ブロードバンドビジネスを始め、新規事業に数多く参画すると共に、社内の構造改革にも取り組む。吉本興業を日本屈指のエンターテインメント企業に押しあげる。
2009年（平成21年）吉本興業株式会社代表取締役社長に就任。60年間上場していた吉本興業を非上場にて420億円の連帯保証人になったり、芸人の不祥事に対応。2018年（平成30年）共同代表取締役社長CEOに就任。

### 吉本興業・会長時代
2019年（令和元年）代表取締役会長になった直後に「闇営業問題」が起きて世間からたくさんの叱りの声を受けた。
2020年（令和2年）4月、KBS京都ラジオにて初のレギュラー番組『大﨑洋と坪田信貴のらぶゆ〜きょうと』（毎週日曜日 24:00～25:00）放送スタート。同月、開学した情報経営イノベーション専門職大学（愛称：iU）の客員教授に就任。
2022年（令和4年）4月から近畿大学客員教授に就任。医学部、経営学部、文芸学部などで学生に講義する。
2023年（令和5年）3月、初めての著書『居場所。』を出版。ダウンタウンとともに歩み続けた吉本興業のトップが初めて明かす、男たちの「孤独」と「絆」の舞台裏を全399頁に渡り紡ぎだした。タイトルの由来は250万部を売り上げた松本人志の著書「遺書」の真ん中に「場」をねじ込んで「居場所。」とした。人は時々「場」が必要と、笑いの総合商社のトップらしく遊び心を忘れなかった。松本人志は帯に「一気に八回読んだ」とのコメントを寄せた。発売日前に増刷が決まり、発売2週間で発売部数が異例の5万部突破のヒット作となっている。同年5月17日、「大阪・関西万博催事検討会議」の共同座長に就任するため、会長を4月27日付で退任したことが発表された。

## 人物
- 名前の由来は元海軍だった祖父が日中戦争で炊事班長を任されたとき「太平洋の岬から大きな海へ、外に出ていくんだ」と思ったことから。「太平洋」の一文字を取って「洋」と名付けられた[20]。
- 2児の父。2人の男の子[21]。
- 好きなものは銭湯と豆腐とアジアのちょっと怪しげな街の雑踏[8]。
- 知り合いは多いが友達は少ない[8]。60才になって出来た友達が『ビリギャル』の作者の坪田信貴。今では2人でラジオ番組をしている[22]。
- お酒は飲めないが煙草はヘビースモーカー[8]。
- 苦手なものはお化け[8]。

## 略歴
- 1978年（昭和53年） - 吉本興業入社
- 1980年（昭和55年） - 吉本興業東京事務所に、上司の木村政雄（東京事務所長）と共に異動
- 1982年（昭和57年） - 吉本総合芸能学院（NSC）の担当社員に異動
- 1986年（昭和61年） - 心斎橋筋2丁目劇場を立ち上げ、毎日放送『4時ですよ～だ』プロデュース、お化け番組となる。
- 2000年（平成12年） - よしもとファンダンゴ取締役に就任
- 2001年（平成13年） - 吉本興業取締役、よしもとアール・アンド・シー取締役に就任
- 2002年（平成14年） - 有明スタジオ取締役兼務に就任
- 2006年（平成18年） - 吉本興業取締役副社長に就任
- 2009年（平成21年） - 吉本興業代表取締役社長に就任[23]
- 2018年（平成30年） - 内閣官房まち・ひと・しごと創生本部事務局「わくわく地方生活実現会議」委員に就任
- 2019年（令和元年） - 吉本興業ホールディングス代表取締役会長[23]、公益社団法人2025年日本国際博覧会シニアアドバイザーに就任。
- 2023年（令和5年） - 吉本興業ホールディングス代表取締役会長を退任[18]。

## 逸話
- 現在でも心に残る言葉は初めてマネージャーとして就いた笑福亭仁鶴（正確にはサブマネージャー）から「お笑いって何をやってもいいんやけど、ベースに愛がないと成立せえへんのやで」。その精神が会社作りの基礎となっている[24]。
- エンターテインメントビジネス界において様々なプロジェクトを成功させ、1980年からの東京事務所時代には、漫才ブームを支えた。
- 吉本興業入社当初は仕事に対して特別やる気もなく適当に仕事をしていたが、ある日、会社の同僚と徹夜でマージャンをしたときに終始一人負け続けたことがあった。夜が空けた明け方近くまでずっと負け続けた大﨑はおもむろに立ち上がり、カーテンと窓を開けて外に向かって大きな声で「絶対に出世する!」と怒鳴り声を上げた。その日以来、仕事に対する姿勢は一変し、最終的に社長に上り詰めた[25]。
- 東京支社長就任後は、吉本興業の企業としての近代化を進めると共に、新たな劇場の建設や若手育成に力を注ぐ反面、会社の方針に従わない芸人やタレントを大胆にリストラ（解雇）し、山本圭一の淫行事件で早々に専属芸能家契約の解除を決定（2016年11月に吉本復帰が許された)。島田紳助の暴力団との親密交際（最終的に紳助が自ら芸能界引退）など、不祥事やモラルに反する行為を起こしたタレントに対し厳格な措置を取る（ただ、紳助が引退を決断する前に大﨑が本人に対して、どういった措置を取るつもりだったのかは著書においても述べられておらず、不明である。しかし、著書によれば吉本社内において様々な意見が出たが、大﨑は紳助本人に決断をしてほしかったと述べられている[26]）。

## 初プロデュース『4時ですよ～だ』の成功
当時の吉本は中堅どころの芸人しか舞台に立つチャンスがなかった。立ち上げたばかりの吉本総合芸能学院（NSC）を担当する大﨑は会社の中で窓際中の窓際で、何とか打開したいとNSC卒業生が活躍できる“居場所”を作ろうと考える。そこで吉本所有の小さいビルを改装して「なんば花月」（858席）の大劇場とは逆のコンセプトの「心斎橋筋2丁目劇場」（114席）をスタートさせる。1986年5月から1人300円という破格な安さで若い子向けのライブを始める。さらに1本制作費80万円持ち出しで毎日放送で月曜から金曜日の帯の時間帯の生放送番組に打って出た。無名のダウンタウンを筆頭に超若手のNSC卒業生のライブを毎日1時間、微妙な夕方4時の生放送で誰が見るのか？と周囲から冷ややかな目を浴びさせられた。大﨑は80万円を稼ぐため、才能はある問題児やクビになったスタッフ、ハイヒールモモコの不良仲間をメイクに就かせ、何とか番組を軌道につかせた。
さらに売上を増やすため番組終了後、18時から「ジュニアお笑い探検隊」、19時から「お笑い探検隊」と当時まったくの無名だったダウンタウン、今田耕司、東野幸治、板尾創路、ほんこん、山崎邦正を抜擢。深夜はシルクとミヤコが案内役を務める映画レイトショーでフル回転。【家賃を稼ぐ】を合言葉に高校の文化祭のように会社から期待されていない若手芸人と社員は団結。続いて木村祐一、辻本茂雄、内場勝則、島田珠代、山田花子も台頭。グッズ展開も成功した。いつの間にか戎橋界隈には若い子女の子たちが集まる異常現象が起こるようになった。
放送開始時は視聴率3％程度と低迷したが、ダウンタウンデビュー5年目の1987年には夏休みに入り10％超え、最高視聴率14％に届くお化け番組となった。テレビや新聞には「2丁目現象」と揶揄された。

## 3人目のダウンタウン
吉本所属タレントの中でも、特にダウンタウンとの関わりが強く、吉本総合芸能学院（NSC）開校時の担当社員となり、無名時代の2人の兄貴分・マネージャー的存在（正式なマネージャーではない。 初代マネージャーと記されていたりもするが、それは誤り。）として業界のイロハを教える。その後、大阪で人気の頂点に立ったダウンタウンを東京に進出させる（松本人志は、「大阪で満足していたが、遠くて近い外国・TOKYOに無理やり移住させられた」とネタにしている）。
当時、左遷組で東京事務所（正確には木村政雄と2人だけの東京連絡所、共同住まいを兼務）を六畳のアパートに作ったものの仕事がなかった。そんな折にダウンタウンの才能に惚れ込み、会社に頼まれてもいないのに勝手に外部へ売り込む。時にはダウンタウンのネタ打ち合わせにも案を出し書記係を担当した。
1980年代、まだ松本が20歳頃、松本も大﨑も仕事が無く、ヒマをもてあました2人で映画館や銭湯等によく行っていた。ある日、大﨑が広いスポーツジムの25メートルプールで突然「俺が端から端まで息継ぎせんと泳げたら、これから先お前がどんだけ売れても、俺の言うこと1つだけ聞いてくれ」と言った。お互いこの業界で成功しそうにないと思っていた松本は「いいですけど」と答え、大﨑は本当に潜水してみせた。その20年後、本当に売れた松本は「1つだけって、なに言われるんやろ? 断ったろ思ってんねんけど」とネタにする。しかし更にその後に松本が頑として首を縦に振らなかった出来事があった時に「あのときのプールの約束、今使うわ」と大﨑が言うと松本は「こんなときにですか…」と言いつつ「わかりました」と苦笑しながら了承した。
同期入社の中でも落ちこぼれて悶々としてた頃に、吉本総合芸能学院（NSC）でたまたま目の前に高校を卒業したばかりの松本人志と浜田雅功のネタ見て「こいつら連れて吉本辞めたら、絶対、一生食える」と思った。それまでの漫才はオチを聞いて「ああ、なるほどな」って笑っていたが、2人のネタはどこから何が飛んでくるか分からない。「これは未知の世界や」と思ったという。当時のダウンタウンは「なんば花月」に出ても誰も笑わなかった。その頃の漫才といえば明るく飛び出してきて「僕たちダウンタウンです。松本です。浜田です。どうぞよろしくお願いします。さあ何とか……」から始まるお決まりの型があったが全無視。そのうえ表面的にガラが悪くて愛想も悪い。だから、お客さんも先輩格の芸人も「あんなん漫才やない」とブーイングを受けた。そこで大﨑は彼らが自由にのびのびやれる場として「心斎橋筋2丁目劇場」を立ち上げた。

## 東京事務所・新宿歌舞伎町の小学校跡地移転計画
2001年に新宿駅のビルに「ルミネtheよしもと」をオープン。2011年に行われた10周年記念イベントで当時の新宿区長だった中山弘子と当時副社長だった大﨑は「新宿の再開発の一環として吉本の会社まるごと歌舞伎町に引っ越すことでマフィアの町から歌舞伎の由来である傾く（かぶく）という並外れた規格外な街にしようと一致協力した。
すぐさま社長の吉野伊佐男に「創立90年の廃校になった小学校が歌舞伎町の真ん中にある。かつての廊下や運動場を駆け回った子供たちの歴史を思い出が詰まった場所。戦時中の防空壕まで残っています。笑いの会社が子供たちの“気”が集まる場所で楽しいことを創にはピッタシではないでしょうか」と打診したところ、秒で吉野から「ええなあ！引っ越そ、引っ越そ」と承認された。

## 芸人の不祥事に対する立ち回り
詳細は「お笑い芸人による闇営業問題」を参照

## マネージャーに就いた主な芸人
- 笑福亭仁鶴　※サブマネージャー
- 西川のりお・上方よしお
- ダウンタウン　※会社に言われず勝手に初代マネージャーを名乗り売り込む

## 主なプロデュース
- テレビ番組『4時ですよ～だ』（毎日放送）
- テレビ番組『明石家さんまのフットワークスタジオ』（毎日放送）[36]
- テレビ番組『やったねミセス』（関西テレビ）　※MC・笑福亭仁鶴[37]
- 劇場『心斎橋筋2丁目劇場』
- 吉本総合芸能学院（NSC）　※立ち上げスタッフの1人
- 東京事務所・新宿歌舞伎町の小学校跡地移転プロジェクト

## 出演

### テレビ
- 『ダウンタウンのガキの使いやあらへんで!!』（日本テレビ）[38]
- 『今日は竜介の一周忌やねん』（フジテレビ）[38]
- 『日経スペシャル カンブリア宮殿』 芸人800人がテレビ席巻！笑いの王者・吉本興業 年収10億円芸人生む革命児 独占登場（2011年4月28日、テレビ東京）[38][39]
- 『新・週刊フジテレビ批評』（フジテレビ）[38]
- 『アナザーストーリーズ 運命の分岐点』（NHK総合）[38]

### ラジオ
- 『大﨑洋と坪田信貴のらぶゆ〜きょうと』（KBS京都ラジオ） - ※レギュラー　毎週日曜日 24:00～25:00[40]
- 『大竹まこと ゴールデンラジオ!』（文化放送）　※ https://www.youtube.com/FuE1mUgXQQQ
- 『高田文夫のラジオビバリー昼ズ』（ニッポン放送）

### インターネット放送
- 『成田悠輔の夜明け前のPLAYERS公式』（YouTubeチャンネル）　※ https://www.youtube.com/vLKYarBFZ78

## 書籍

### 著書
- 『吉本興業の約束 エンタメの未来戦略』（共著者:坪田信貴）（2020年8月20日、文藝春秋 文春新書）ISBN 978-4166612758
- 『社会基盤としての芸術 : 2013-2021』（共著者:伊東順二、隈研吾、秋元康ほか）（2021年、東京藝術大学） - 「吉本興業の現在地と未来像」を収録。
- 『居場所。 ひとりぼっちの自分を好きになる12の「しないこと」』（2023年3月13日、サンマーク出版）ISBN 978-4763139986

### 関連書籍
- 『笑う奴ほどよく眠る 吉本興業社長・大﨑洋物語』（著者:常松裕明）（2013年4月12日、幻冬舎）ISBN 978-4344023642
- 『よしもと血風録 吉本興業社長・大﨑洋物語』（著者:常松裕明）（2017年8月29日、新潮社 新潮文庫）ISBN 9784101210919

### 雑誌
- 『月刊Hanada』（飛鳥新社） - ※ 連載中[41]

## 取材実績
- 『遊びをせんとや生まれけむ』人間の本質を100年後に伝えたい｜大﨑洋×山中哲男.THE RACE